# Copa de España 2017-2018 (calcio a 5)
La Copa de España 2017-2018 è stata la 29ª edizione assoluta della manifestazione disputata con la formula final eight e si è giocata dal 15 al 18 marzo 2018.

## Formula
Il torneo si svolge con gare a eliminazione diretta di sola andata. La formula prevede che nei quarti e nelle semifinali, in caso di parità dopo i tempi regolamentari, la vittoria sia determinata direttamente dai tiri di rigore. Nella finale, in caso di parità dopo 40', si svolgono due tempi supplementari di 5 minuti ciascuno. In caso di ulteriore parità al termine degli stessi, la vincitrice è determinata mediante i tiri di rigore.

## Squadre qualificate
Sono iscritte d'ufficio le società classificatesi ai primi otto posti del girone di andata della Primera División.
| Squadre |               |   |               |
| 1       | Inter         | 5 | Jaén          |
| 2       | Barcellona    | 6 | S10 Saragozza |
| 3       | ElPozo Murcia | 7 | Palma         |
| 4       | Xota          | 8 | Cartagena     |

## Tabellone
Gli accoppiamenti sono stati determinati tramite sorteggio, che si è tenuto il 18 dicembre 2017 presso la Sala Verde del Teatros del Canal di Madrid.. Gli incontri si sono svolti dal 15 al 18 marzo 2018 presso il WiZink Center di Madrid.
|  | Quarti di finale | Quarti di finale    | Quarti di finale |               |       | Semifinali | Semifinali | Semifinali |  |  | Finale | Finale | Finale |  |
|  |                  |                     |                  |               |       |            |            |            |  |  |        |        |        |  |
|  | 7                | Palma               | 2                |               |       |            |            |            |  |  |        |        |        |  |
|  | 7                | Palma               | 2                |               |       |            |            |            |  |  |        |        |        |  |
|  | 3                | ElPozo Murcia       | 1                |               |       |            |            |            |  |  |        |        |        |  |
|  | 3                | ElPozo Murcia       | 1                |               | Palma | Palma      | 1          |            |  |  |        |        |        |  |
|  |                  |                     |                  |               | Palma | Palma      | 1          |            |  |  |        |        |        |  |
|  |                  |                     | Inter            | Inter         | 4     |            |            |            |  |  |        |        |        |  |
|  | 1                | Inter               | Inter            | Inter         | 4     | 2          |            |            |  |  |        |        |        |  |
|  | 1                | Inter               |                  |               |       |            |            |            |  |  |        |        |        |  |
|  | 4                | Xota                | 1                |               |       |            |            |            |  |  |        |        |        |  |
|  | 4                | Xota                | 1                |               | Inter | Inter      | 3          |            |  |  |        |        |        |  |
|  |                  |                     |                  |               |       |            |            |            |  |  |        |        |        |  |
|  |                  |                     | Jaén (dts)       | Jaén (dts)    | 4     |            |            |            |  |  |        |        |        |  |
|  | 8                | Cartagena           | Jaén (dts)       | Jaén (dts)    | 4     | 2          |            |            |  |  |        |        |        |  |
|  | 8                | Cartagena           |                  |               |       |            |            |            |  |  |        |        |        |  |
|  | 5                | Jaén                | 5                |               |       |            |            |            |  |  |        |        |        |  |
|  | 5                | Jaén                | 5                |               | Jaén  | Jaén       | 3          |            |  |  |        |        |        |  |
|  |                  |                     |                  |               | Jaén  | Jaén       | 3          |            |  |  |        |        |        |  |
|  |                  |                     | S10 Saragozza    | S10 Saragozza | 2     |            |            |            |  |  |        |        |        |  |
|  | 2                | Barcellona          | S10 Saragozza    | S10 Saragozza | 2     | 1(1)       |            |            |  |  |        |        |        |  |
|  | 2                | Barcellona          |                  |               |       |            |            |            |  |  |        |        |        |  |
|  | 6                | S10 Saragozza (dcr) | 1(3)             |               |       |            |            |            |  |  |        |        |        |  |

## Risultati

### Quarti di finale
| Arbitri: | Óscar Alonso Montesinos Tomás Santander Flamarique |

|                        |           |                       |
| Quintela 11’ Tomaz 25’ | Marcatori | 32’ (aut.) Eloy Rojas |

| Arbitri: | Fermin Ángel Sánchez Molina Carlos Rodrigo Miguel |

|                        |           |               |
| Elisandro 25’ Rato 32’ | Marcatori | 30’ E. Martel |

| Arbitri: | Carlos Rabadán Sainz Pablo Delgado Sastre |

|                          |           |                                                   |
| Izquierdo 18’ Juanpi 31’ | Marcatori | 14’ Brandi 27’ Martín 29’ Maurício 39’, 40’ Chino |

| Arbitri: | Juan José Cordero Gallardo Manuel José Linares López |

|                  |                      |                                 |
| Ferrão 28’       | Marcatori            | 17’ Ortego                      |
| Aicardo Rivillos | Tiri di rigore 1 – 3 | Modrego Thiago Cabeça El Ayyane |

### Semifinali
| Arbitri: | Carlos Rabadán Sainz Pablo Delgado Sastre |

|               |           |                                                |
| Paradynski 4’ | Marcatori | 17’ Solano 22’ Humberto 29’ Elisandro 31’ Pola |

| Arbitri: | Fermin Ángel Sánchez Molina Carlos Rodrigo Miguel |

|                    |           |                       |
| Chino 1’, 39’, 40’ | Marcatori | 8’ Ortego 10’ Modrego |

### Finale
| Arbitri: | David Urdanoz Apezteguia Aitor Felipe Madorrán |

|                                         |           |                                                |
| Gadeia 12’ Ricardinho 27’ Elisandro 28’ | Marcatori | 24’ Maurício 35’ Carlitos 38’ Martín 45’ Chino |